# Streptocarpus nobilis
Streptocarpus nobilis är en tvåhjärtbladig växtart som beskrevs av Charles Baron Clarke. Streptocarpus nobilis ingår i släktet Streptocarpus och familjen Gesneriaceae. Inga underarter finns listade i Catalogue of Life.